# Грюнвальд, Мориц Оттович
Мориц Оттович (Оттонович) Грюнвальд (Грюневальд, Грюнвальдт) (нем. Moritz Johann Georg von Grünewaldt; 1827—1873) — российский геолог и палеонтолог немецкого происхождения.

## Биография
Родился в 1827 году в Российской империи.
Обучался  в Дерптском университете, затем во Фрейберге, Лейпциге и Берлине, где получил степень доктора философии (Ph.D) за сочинение «De petrefactis formationis calcareae cupriferae in Silesia». 

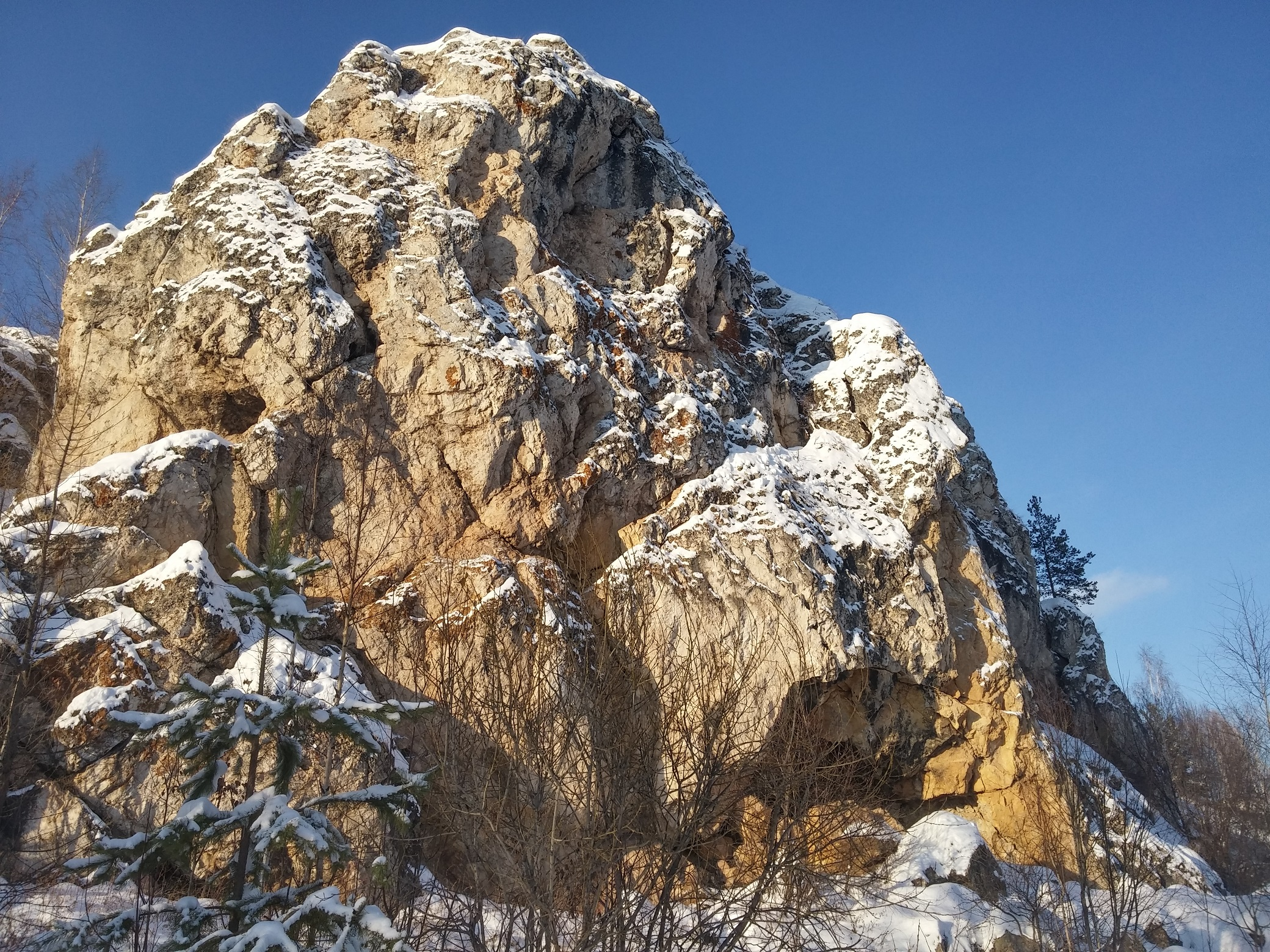
Скалы Грюнвальда

Вернувшись в Россию, Грюнвальд в 1853-1857 годах провел исследования на Урале, сопровождая в качестве палеонтолога экспедицию Эрнста Гофмана. Он собрал коллекцию силурийских окаменелостей, и в результате накопленного материала Морицем Оттовичем были написаны труды «Ueber die Versteinerungen der sillurischen Kalksteine von Bogoslowsk» (СПб., 1854); «Notizen uber die versteinerungfurenden Gebirgsformationen des Ural» (СПб., 1857); «Beitrage zur Kenntniss der sedimentaren Gebirgsformationen in der Berghauptmanuschaften Jekaterinburg, Slatoust und Kuschwa» (СПб., 1860). За вторую работу он получил в Санкт-Петербургском университете степень магистра, но слабое здоровье не позволило в дальнейшем заниматься научной деятельностью, и вторую половину своей жизни Грюнвальд провел у себя в эстляндском имении, занимаясь хозяйством.
Умер в 1873 году.
В честь учёного названы скалы Грюнвальдта, расположенные в черте Североуральска на скалистом южно-восточном склоне левого берега реки Вагран. Являются геоморфологическим и стратиграфическим памятником природы, местом произрастания скальной и степной флоры редких охраняемых видов.